# Comuna Juravne, Litîn
Juravne (în ucraineană Журавне) este o comună în raionul Litîn, regiunea Vinnița, Ucraina, formată din satele Juravne (reședința) și Oleksandrivka.

## Demografie
Componența lingvistică a satului Juravne
     Ucraineană (99,44%)
     Alte limbi (0,5%)
Conform recensământului din 2001, majoritatea populației satului Juravne era vorbitoare de ucraineană (99,44%), existând în minoritate și vorbitori de alte limbi.